# Thành Tiến
Thành Tiến là một xã thuộc huyện Thạch Thành, tỉnh Thanh Hóa, Việt Nam.
Xã Thành Tiến có diện tích 8,18 km², dân số năm 1999 là 3811 người, mật độ dân số đạt 466 người/km².